# 坦嫩贝格
坦嫩贝格（德語：Tannenberg）是德国萨克森州的市镇，隶属于厄尔士山县。总面积为7.97平方千米，截至2023年12月31日总人口为1,068人。